# 国鉄EF59形電気機関車
- 国鉄EF53形電気機関車 > 国鉄EF59形電気機関車
- 国鉄EF56形電気機関車 > 国鉄EF59形電気機関車

EF59形は、1963年（昭和38年）に登場した日本国有鉄道（国鉄）の直流用電気機関車である。
山陽本線の瀬野 - 八本松間にある、「瀬野八」と呼ばれる22.6‰が連続する勾配区間の補助機関車（補機）として使用するためにEF53形とEF56形から改造された。

## 登場の経緯
山陽本線の瀬野 - 八本松間では、1962年に電化が実施されたあとも貨物列車用の補機としては従来のD52形蒸気機関車を使用していたが、1963年（昭和38年）度中に岡山 - 広島間の貨物列車を電気機関車に置き換える際、瀬野八の補機も全面的に電気機関車にすることが決定された。
計画段階では、EF60形をベースに新形式機関車を製造する案や、EH10形を改造する案、ED60形を増備して使用する案なども出されたが、置き換えにかかる経費を考慮し、信越本線電化および東北本線・高崎線の客車列車の電車化により余剰となるEF53形を改造して補機とする案が1962年末に決定、1963年3月から4月にかけて2両の改造工事を実施した。
当初、最高運転速度は85km/h以下で、形式はEF20形となる計画だったが、特急列車が広島駅で補機を連結して広島 - 瀬野間で90km/hでの運転を行うことから、最高運転速度85km/h以上を意味するEF59形という形式になった。

## 改造
主な改造内容は以下のようなものである。
- 歯車比の変更（2.63 → 3.67）
- 重連総括制御装置[注 3]の取り付け

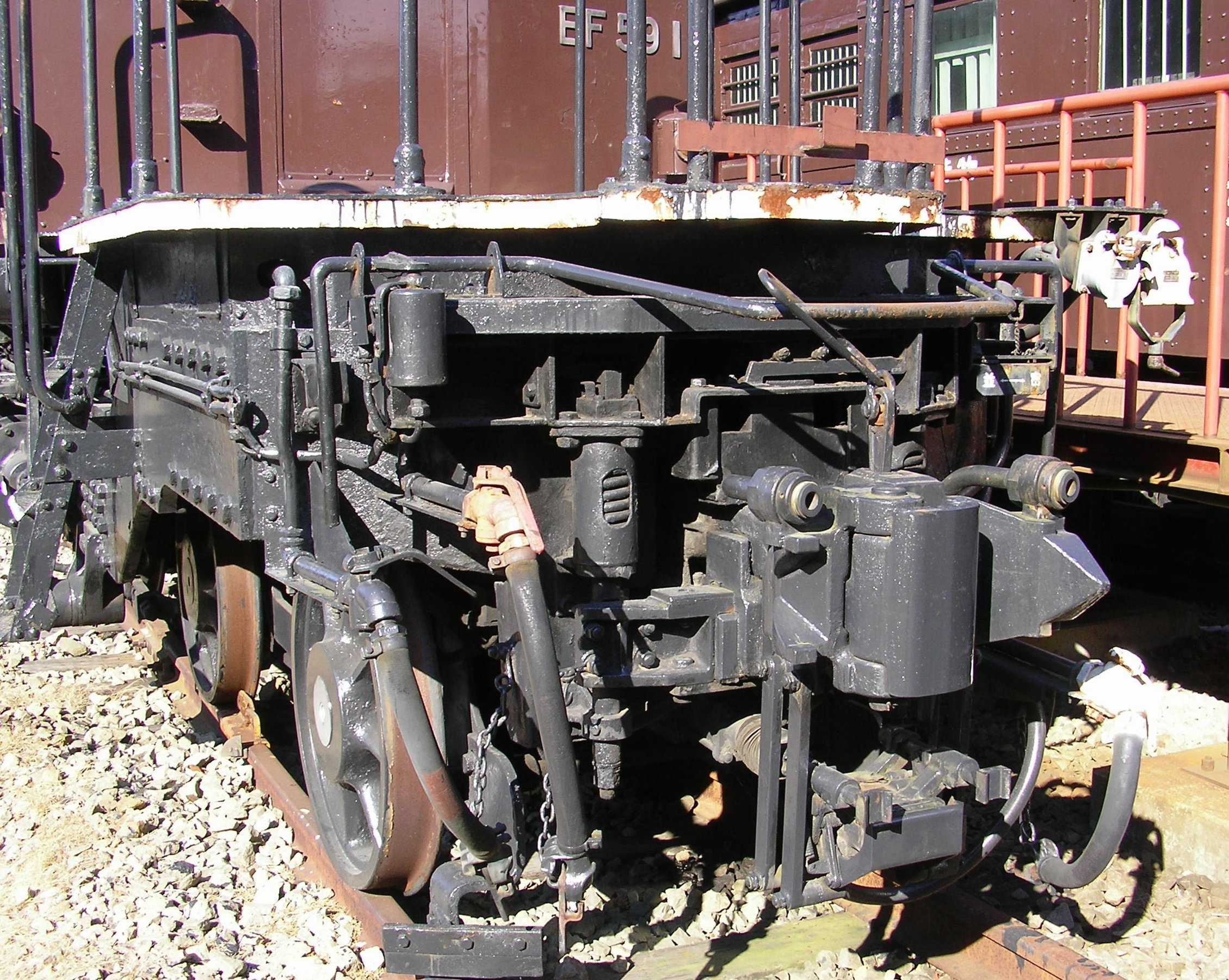
EF59 1の東京側連結器回り。空気管付き連結器と自動開放装置を確認できる

- 両車端部に総括制御用ジャンパ栓、釣合い管と元空気溜め管連結ホースを取り付け
- 1エンド側（東京方）に、D52・EF61形と同様に連結器の自動解錠装置を取り付け

改造当初は車体色をぶどう色（茶色）一色としていたが、八本松や西条からの機関車回送時には保線作業員からの視認性が問題となったため2エンド側（下関方）に警戒色を施すこととなり、1966年（昭和41年）に前面窓下と端梁を黄色一色に塗るものと黄色と黒をV字型に塗ったトラ模様が実際の車両で比較され、トラ模様の警戒色が採用された（EF59 24のみ逆V字で塗装）。
昭和40年代前半には瀬野八を越える貨物列車の補機運用は西条駅停車での解放が基本となった一方、同時期に登場した10000系貨車のみで組成された特急貨物列車（後の高速貨物列車）に対しては例外的に走行解放を続けていたものの保安上の問題から連結器の接続と同時に10000系貨車へ電気連結器とブレーキ管を接続、走行解放時には連結器・電気連結器とブレーキ管の解放だけでなく補機のブレーキも自動で作動させる電空式密着自動連結器を取り付けることとなり、1968年（昭和43年）以降の改造車は当初より、それ以前の改造車は連結器の追加改造を行って1970年（昭和45年）から本格的に使用を開始した。その結果東京方の連結器周りは、非常にいかめしい構えとなった。尾灯は大部分は外付け式のままであったが、11、17～19号機は車体組み込み式に改造されている。
EF53形は1968年までに19両全機がEF59形に改造された。のちにEF56形から5両が追加改造され、EF59形は計24両が在籍していた。

## グループ別概説

### EF59 1 - 19

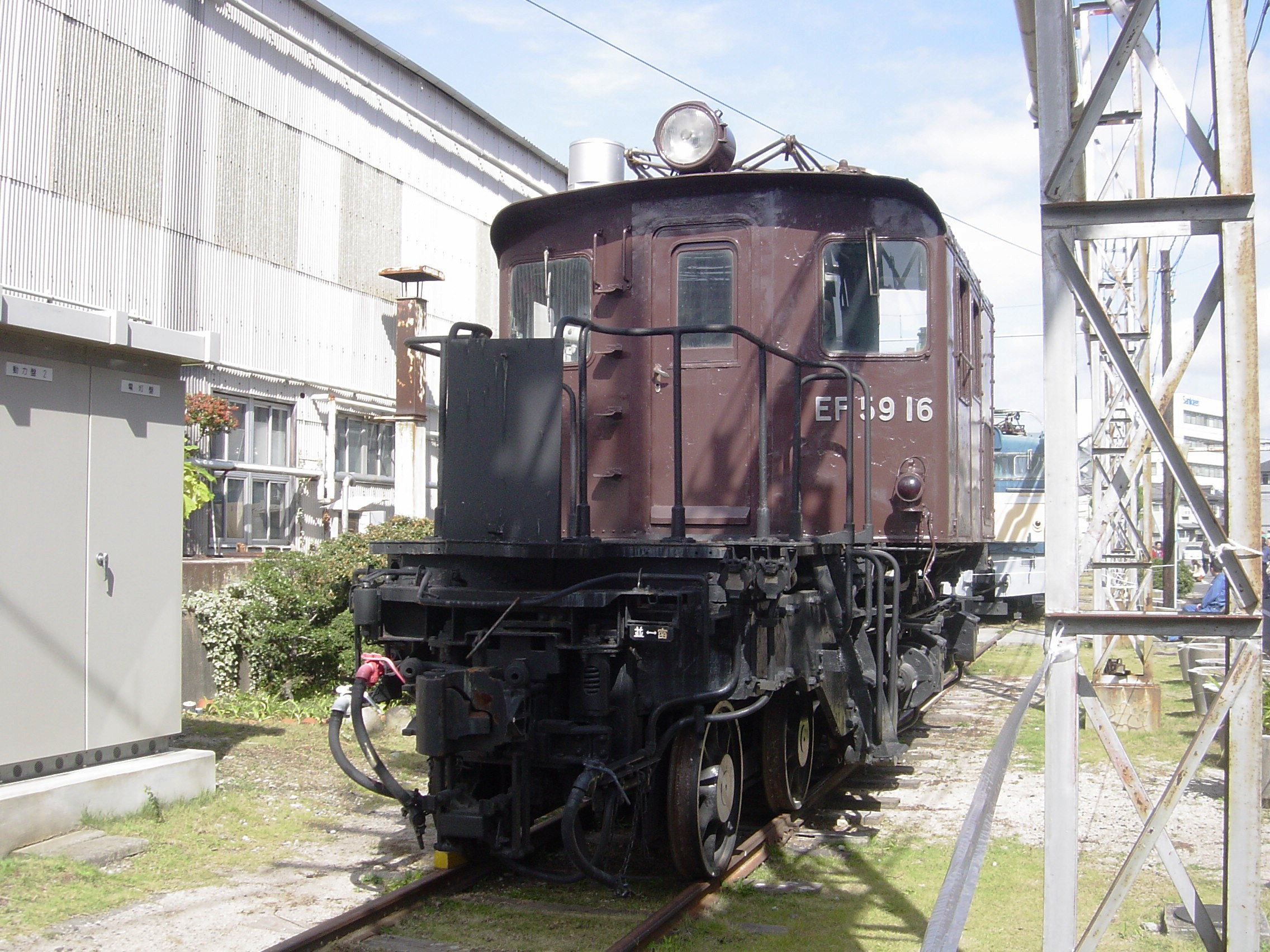
EF59 16（カットボディ）2002年10月撮影

1963年から1968年にかけてEF53形から改造されたグループである。番号の新旧対照は、次の通りである。
| EF53 | 8 | 9 | 3 | 11 | 12 | 5 | 6 | 7 | 4 | 1  | 2  | 10 | 19 | 16 | 18 | 17 | 14 | 15 | 13 |
| EF59 | 1 | 2 | 3 | 4  | 5  | 6 | 7 | 8 | 9 | 10 | 11 | 12 | 13 | 14 | 15 | 16 | 17 | 18 | 19 |

### EF59 20 - 24

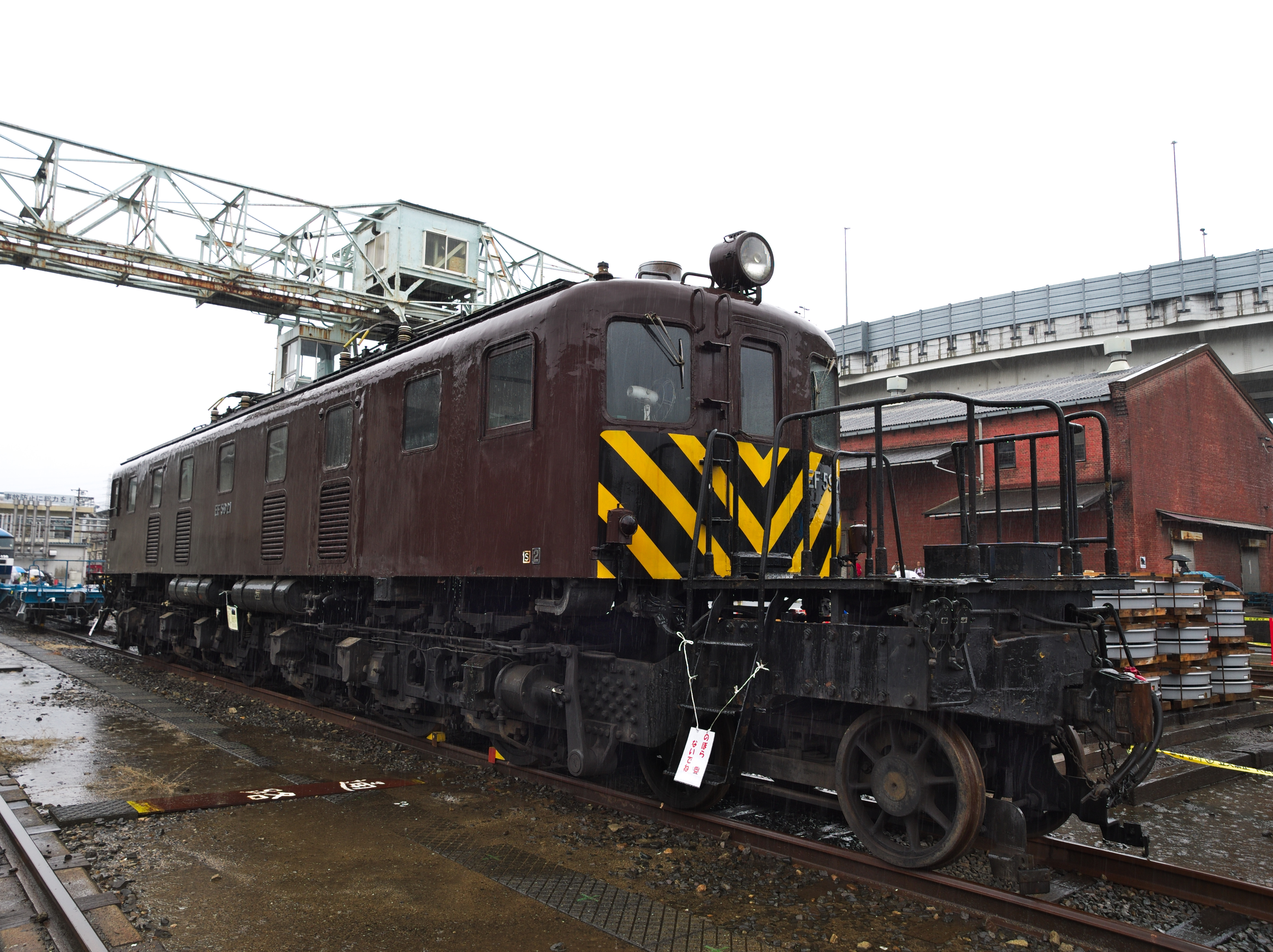
EF59 21（下関側）

増備のために1969年と1972年にEF56形から改造されたグループである。EF56形前期型から改造されたEF59 20 - 23は丸みを帯びた車体をしているが、後期型から改造されたEF59 24のみ角張った車体をしている。EF53形への改造内容に加えて暖房用ボイラー（SG）の撤去が行われた。しかし、元々SGを搭載していたために車体の腐食が激しく、また比較的少数派のために、EF59 21を除いて比較的早く運用離脱した。
番号の新旧対照は、次の通りである。
| EF56 | 1  | 2  | 3  | 5  | 12 |
| EF59 | 20 | 21 | 22 | 23 | 24 |

## 後補機運用
| EF59 21+EF59 10 |  | EF59 10+EF59 21 （1984年） |
| EF59 21+EF59 10 |  | EF59 10+EF59 21 （1984年） |

1963年から瀬野機関区に配置され、蒸気機関車に代わり瀬野八の後補機運用に使用されたが、運用区間や連結両数は列車によって異なっていた。基本的に貨物列車は重連で補機運用を行い、一部の荷の軽い（600t以下）貨物列車と、旅客列車（荷物列車も含む）については単機で補機運用が行われた。また、貨物列車・旅客列車問わず補機使用列車は瀬野駅に停車して後部に補機を連結するのが基本としていたが、速達性を要求されることから瀬野駅が通過設定となっている10000系貨車を使用した高速貨物列車については広島操車場から、同じく瀬野駅を通過する寝台特急列車などの旅客列車は広島駅から補機が連結された。瀬野から八本松にかけての勾配区間での後押しの任を終えたEF59形は、八本松駅手前で走行解放を行っていたが、貨物列車については1965年以降高速貨物列車を除いて走行解放を行わず連結したまま西条まで走行し、そこで停車後列車より解放されていた。瀬野八は上り方向への片勾配であるため、後補機の勤めを終えたEF59形は下り列車に連結されず、回送列車で瀬野に戻っていたが、列車密度の高い山陽本線ゆえに単機で回送されることはなく、最低でも重連、最高で六重連を組成して回送を行っていた。

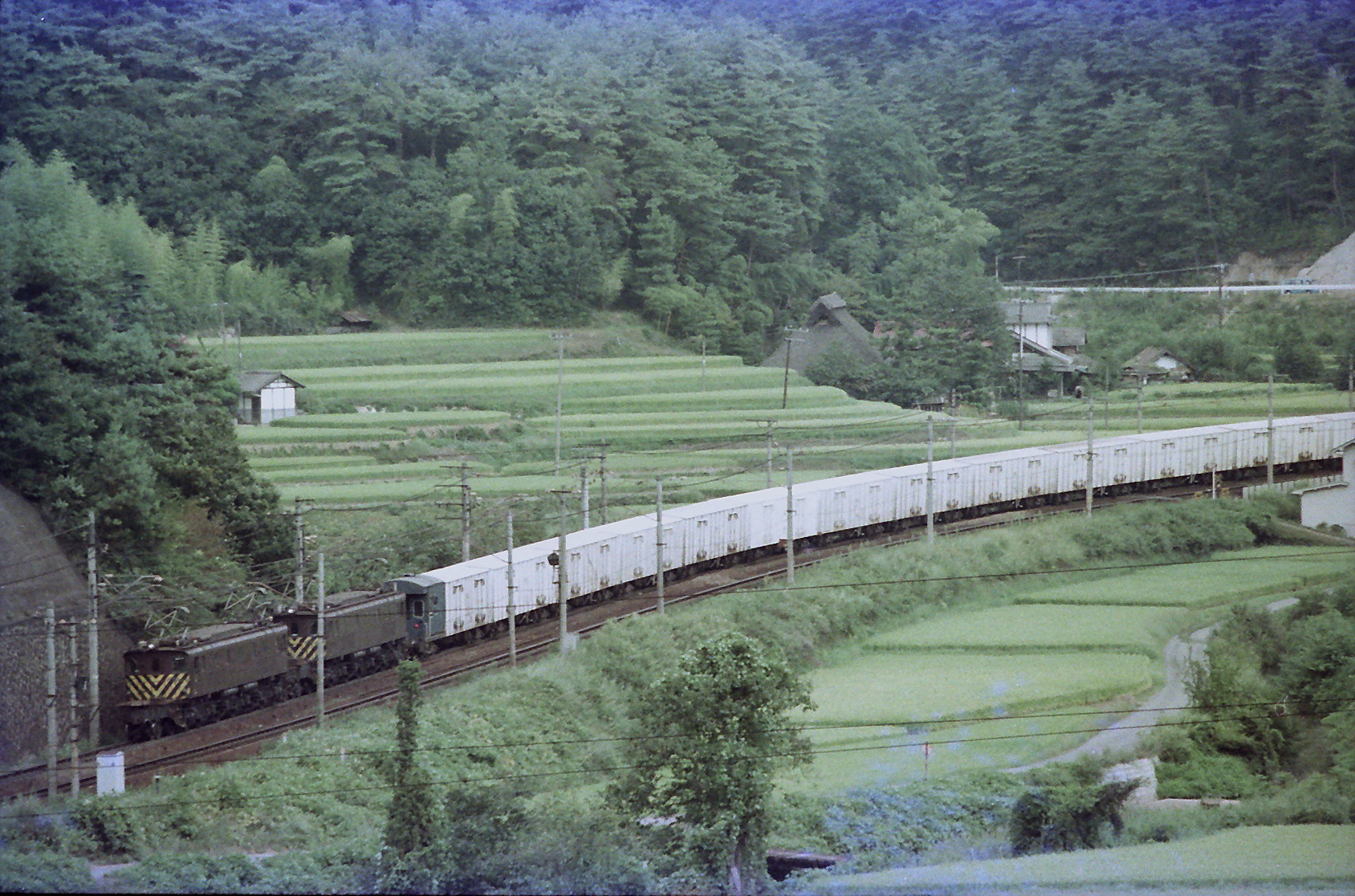
重連での高速貨物列車（レサ10000系）の後補機運用（1978年）
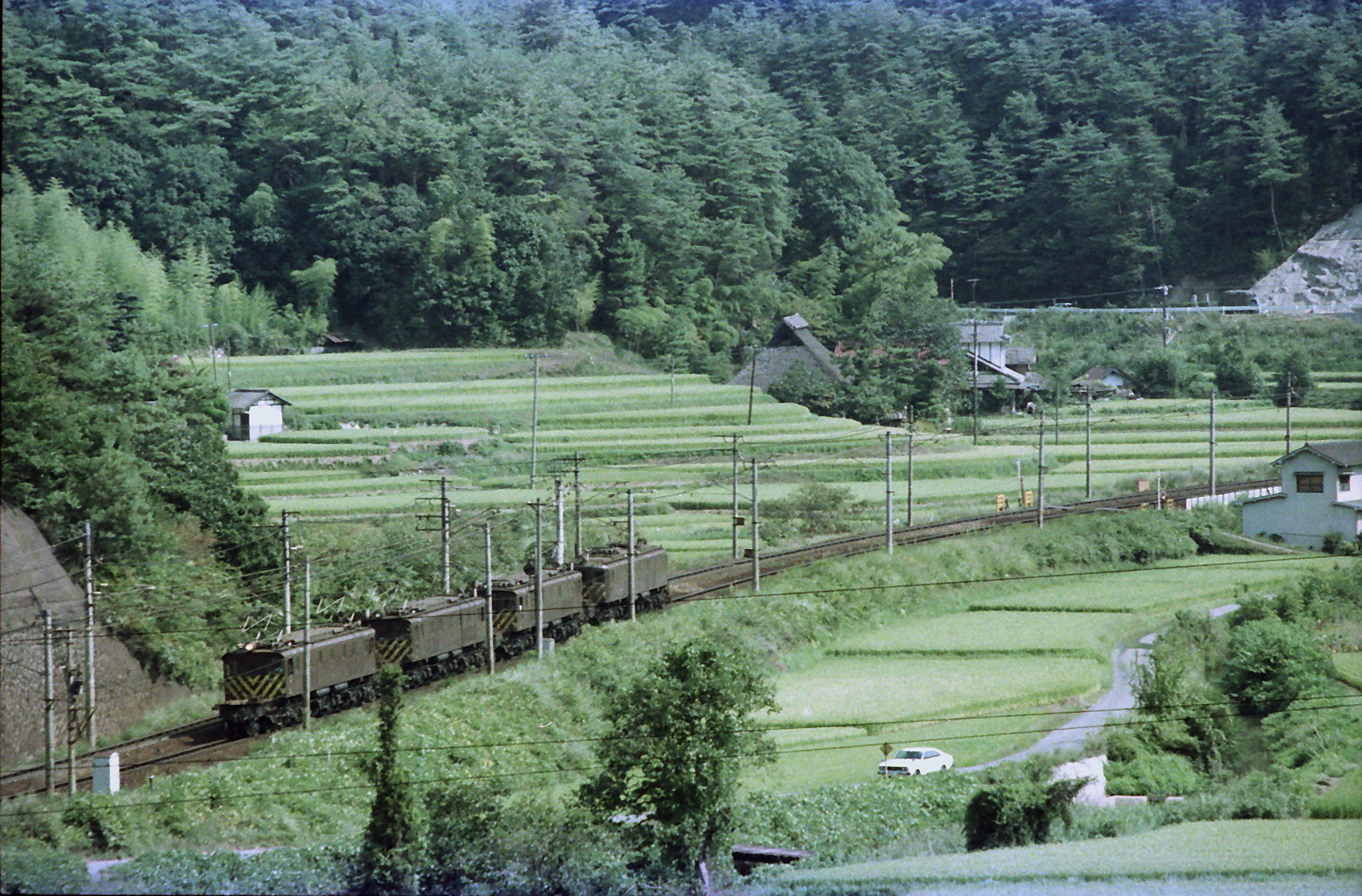
四重連での回送（1978年）
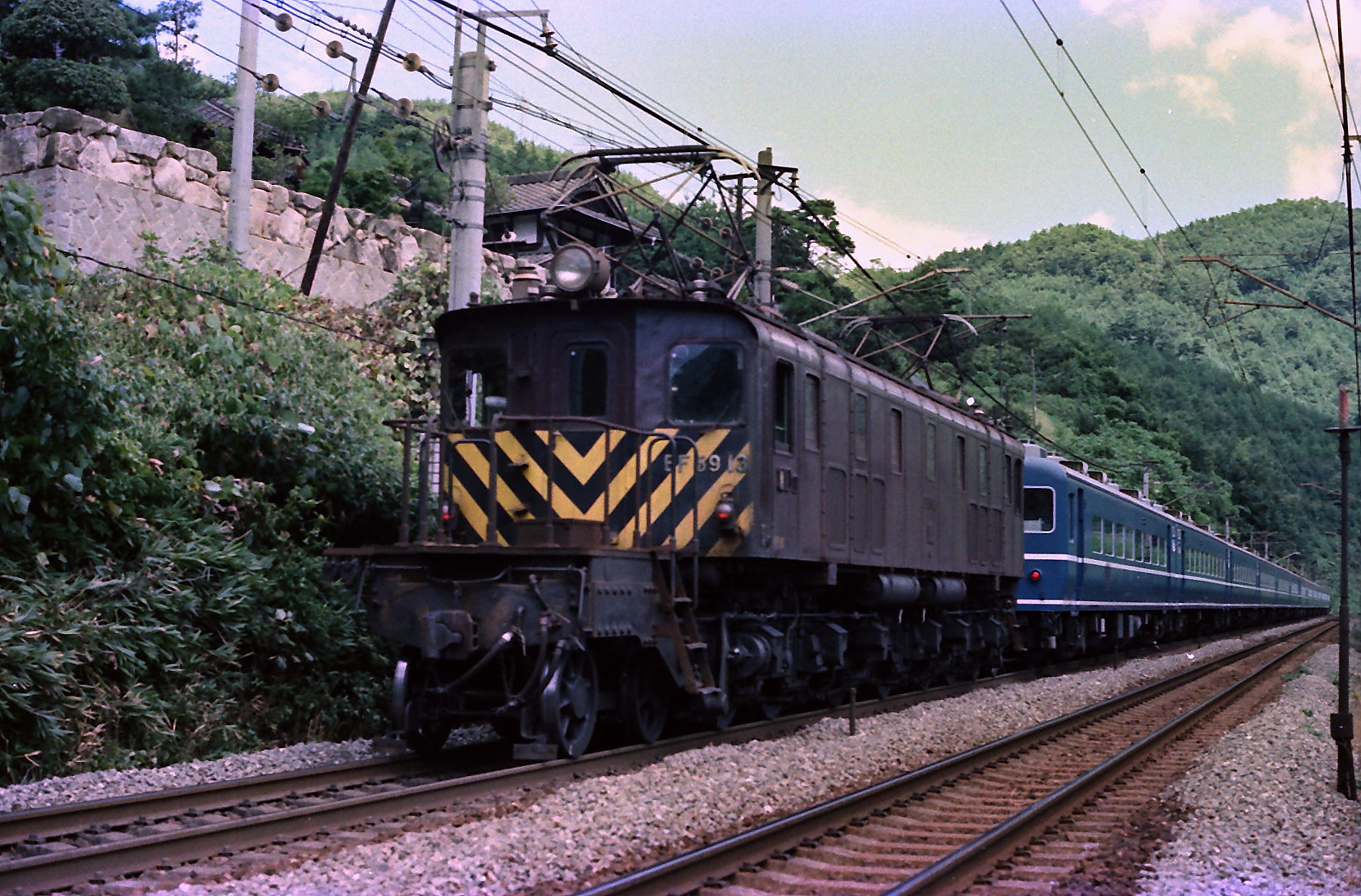
単機で旅客列車の後補機運用中のEF59 13（1977年）
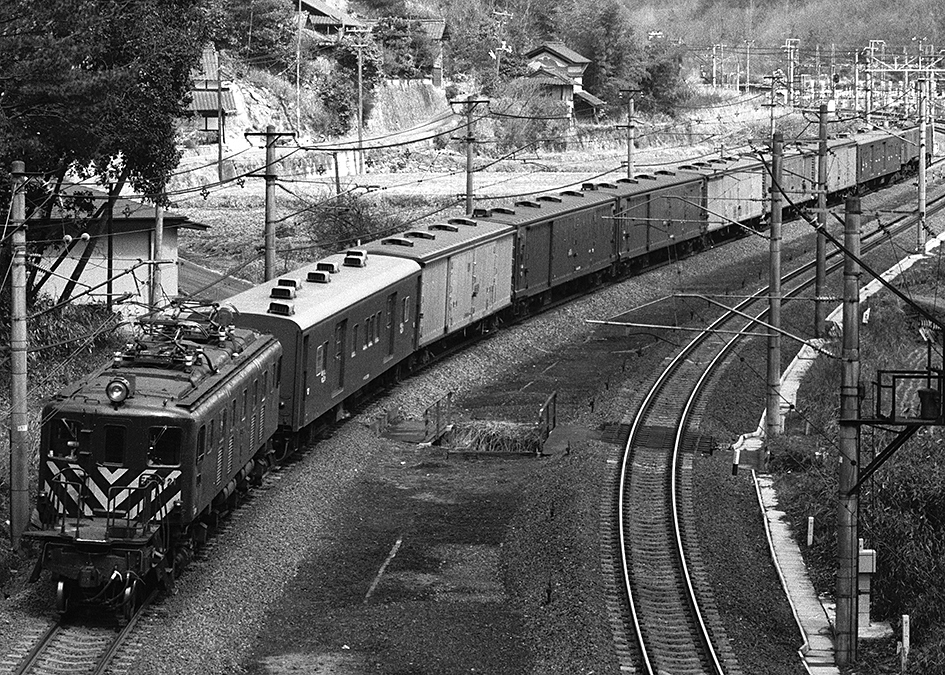
単機で荷物列車の後補機運用中のEF59 21（1984年）

## 廃車
老朽化が進んだことから1977年に後継機としてEF61形200番台が開発されたが、重連使用時に不具合があることが判明したため8両を投入した時点で置き換えは中止され、EF59形重連を必要とした1200t列車を中心に老朽化を押して引き続き使用されたが、1979年までに貨物列車の本数削減や山陽本線の寝台特急牽引機をEF65形へ統一したことによる補機運用縮小もあって11両が廃車となり、1980年10月以降は13両配置の8両使用となっていた。
後継機の開発が遅れたため、EF53形よりも後に登場したEF56形およびEF57形と比べて長期間使用されたが、1982年からEF67形が開発・増備されたため、残った車両の廃車が進み、1986年10月12日の運行をもって全車が運用離脱した。EF59 10は保存を目的に西日本旅客鉄道（JR西日本）に承継され、下関地域鉄道部下関車両管理室で保管されていたが、2006年7月に除籍され解体された。この車両の廃車により、本形式は2006年度に廃形式となった。

## 保存機
現役時代は補機専用という地味な存在だったが、長期間使用されたために保存機が多い。
- EF59 1 - 碓氷峠鉄道文化むら
- EF59 11 - 碓氷峠鉄道文化むら（国鉄高崎第二機関区からJR東日本高崎運転所に保管されていた際に、復元作業が行われ、ナンバープレートは元の「EF53 2」となり、警戒色が消されている）
- EF59 21 - JR貨物広島車両所

この他、EF59 10が保存の目的で下関地域鉄道部下関車両管理室に保管されていたが、2006年に解体された。
また、EF59 16がカットボディとなって広島車両所に保存されていたが、2022年2月にEF61 4とともに解体された。